# Malarina
Malarina là một chi nhện trong họ Stiphidiidae.